# Rue Duperré
Pour les articles homonymes, voir Duperré.
La rue Duperré est une voie du 9e arrondissement de Paris, en France.

## Situation et accès
La rue Duperré est une voie publique située dans le 9e arrondissement de Paris. Elle débute au 11, place Pigalle et se termine au 20 bis, rue de Douai.
Le quartier est desservi par les lignes 2 et 12 à la station Pigalle.

## Origine du nom

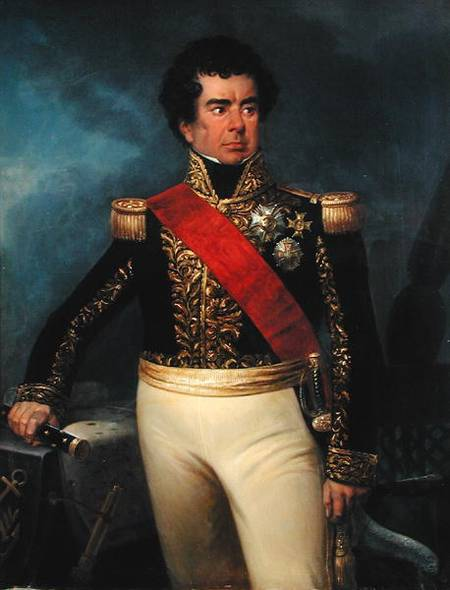
Guy-Victor Duperré.

La rue tire son nom du baron Guy-Victor Duperré (1775-1846), officier de marine français des XVIIIe et XIXe siècles, amiral, pair de France et ministre de la Marine et des Colonies.

## Historique
Cette voie est ouverte sans autorisation, donc sans nom, en 1843, sur les terrains appartenant à MM. Victor Lemaire et Jaloureau.

Elle est classée au nombre des voies publiques de Paris, sous le nom de rue « Victor Lemaire » en vertu d'un arrêté du 30 octobre 1848 et après une délibération du Conseil municipal du 17 décembre 1847, imposant aux propriétaires riverains certaines clauses et conditions : 

« Au nom du peuple, le président du conseil des ministres chargé du pouvoir exécutif ;
sur le rapport du ministre de l'Intérieur,
vu la demande de la ville de Paris tendant à faire classer au nombre de ses voies publiques la rue ouverte par les sieurs Victor Lemaire, Egly, Lauchard, Pitard, Lesieur, Dedreux, Moencher, Fouquières, pour communiquer de la rue Fontaine à la place de la Barrière-Montmartre ;
vu le plan d'alignement de la nouvelle rue ;
 vu le procès-verbal d'enquête ;
vu l'engagement souscrit par les propriétaires ci-dessus dénommés ;
vu la délibération du Conseil municipal du 17 décembre 1847 ;
vu l'avis du maire en forme de lettres et les autres pièces produites ;
vu la loi du 16 septembre 1807 ;
la section de l'Intérieur et de l'Instruction publique du Conseil d'État entendue, arrête :
- Article 1 : la ville de Paris (Seine), est autorisée à recevoir au nombre de ses voies publiques la rue Victor-Lemaire de 12 mètres de largeur que les sieurs Victor Lemaire, Egly, Lauchard, Pitard, Lesieur, Dedreux, Moencher, Fouquières ont ouverte sur des terrains qui leur appartiennent pour communiquer de la rue Fontaine à la place de la Barrière-Montmartre.
Les alignements de la nouvelle rue sont arrêtés conformément aux traits de force à l'encre noire du plan ci-annexé, et suivant le procès verbal de points de repère inscrit sur le dit plan.
 La présente autorisation est accordée à la charge par les propriétaires, ci-dessus dénommés, d'abandonner gratuitement à la ville le sol de la nouvelle rue, et de se conformer aux clauses et conditions stipulées dans la délibération du Conseil municipal de Paris en date du 17 décembre 1847.
- Article 2 : le ministre de l'Intérieur est chargé de l'exécution du présent arrêté.

Fait à Paris, en l'hôtel de la Présidence, le 30 octobre 1848.
Signé : CAVAIGNAC. »

Par arrêté du 16 mars 1849, elle prend le nom de « rue Duperré ».

## Lieux remarquables
- entre les nos 20 et 22 se trouve le playground Duperré, destiné aux amateurs de basket-ball, connu pour son décor coloré.